# زندانی شتو دیف
زندانی شتو دیف (روسی: Узник замка Иф) یک فیلم درام روسی است که در سال ۱۹۸۸ میلادی منتشر شد. این فیلم بر پایهٔ رمان کنت مونت-کریستو اثر الکساندر دوما ساخته شد. 

## بازیگران
- الکسی پترینکو
- آنا ساموخینا
- میخائیل بویارسکی

## نکات جنبی
- الکساندر گرادسکی نویسنده و اجراکنندهٔ هفت ترانهٔ فیلم بود. در ابتدای فیلم، آریایی از اپرای ریگولتو اثر جوزپه وردی نواخته می‌شود.
- برای آنا ساموخینا و نادیرا میرزایوا، این فیلم نخستین تجربه سینمایی‌شان بود. کارگردان برای اولین بار نادیرا میرزایوا را هنگام تست بازیگری در یک مدرسه رقص در تاشکند دید. بعدها بین آن‌ها یک رابطه عاشقانه در محل کار شکل گرفت که در سال ۱۹۹۵ به سومین ازدواج رسمی کارگردان انجامید.[۱]
- موقعیت‌های جغرافیایی تولید فیلم بسیار گسترده بود: ایتالیا، اودسا، شبه‌جزیره کریمه، سن پترزبورگ، ریگا، تالین، پاریس، مارسی و بخارا. صحنهٔ بالماسکه که در رم اتفاق می‌افتد، در کنار ستون‌سرای کلیسای جامع کازان در سن پترزبورگ فیلم‌برداری شد؛ صحنه‌های اجتماعی پیرامون قلعه اوتوی در پارک کاترین واقع در تسارسکویه سلو فیلم‌برداری شدند، و صحنه ملاقات مرسدس و مونت کریستو در تالار بزرگ کاخ کاترین در شهر پوشکین ضبط شد.[۲]
- کشتی بادبانی معروف «تریومف» در فیلم‌برداری شرکت داشت؛ این کشتی در نزدیک به ۳۰ فیلم ماجراجویانه و تاریخی شوروی و روسیه «نقش‌آفرینی» کرده است.[۳]